# Claudio Roditi
Claudio Roditi (Río de Janeiro, 28 de mayo de 1946-Nueva Jersey, 18 de enero de 2020) fue un trompetista brasileño de jazz. Fue un artista versátil que integró con facilidad elementos del hard bop con ritmos brasileños y jazz latino. Tuvo un estilo emotivo y potente, siendo igual de hábil como solista que como músico de conjunto y como músico de estudio. Además de componer fue arreglista, habiendo publicado diecisiete discos como solista. Además de la trompeta tocaba el fliscorno.

## Biografía
Comenzó a estudiar música con tan solo cinco años. Desde los trece el músico carioca se interesó por el jazz tras oír grabaciones de Louis Armstrong, Harry James y otros trompetistas norteamericanos. Su pasión por el jazz se acentuó cuando posteriormente tuvo la oportunidad de escuchar a Charlie Parker, Dizzy Gillespie y Miles Davis.

"Mi tío debía de tener la mejor colección de discos de jazz de todo Brasil en su época. Solía escucharlos en su casa, especialmente a Charlie Parker y Miles. Los sonidos se me quedaron grabados; no sabía lo que era o lo que algunos de los temas eran, simplemente me gustó la música."

Con veinte años quedó finalista de la Competición Internacional de Jazz de Viena, y el año siguiente se instaló en México. Llegó a Estados Unidos en 1970 y comenzó a estudiar en la Berklee School of Music de Boston, donde fue influenciado por el estilo de Clifford Brown y Lee Morgan. En 1976 se trasladó a Nueva York y comenzó a actuar en el competitivo ambiente jazzístico neoyorquino destacando rápidamente como un músico de jazz de primera línea. En esa época actuó con músicos como Joe Henderson, Charlie Rouse, Herbie Mann, Tito Puente, McCoy Tyner o Paquito D'Rivera con el que colaboró de forma regular.

"Amo tanto el jazz americano que me dije... tengo que ir hasta la fuente, tengo que ir donde la música nació... para respirar esa música e intentar hablarla sin demasiado acento"

En 1995 fue nominado para un Grammy por Symphonic Bossa nova, grabada con la Royal Philarmonic Orchestra y Ettore Stratta.
Lideró su propia banda y desde 1989 acompañó a la United Nations Orchestra de Dizzy Gillespie. Además de los mencionados colaboró, a lo largo de su carrera, con Nancy Wilson, Arturo Sandoval, Horace Silver, Portinho, Romero Lubambo, Helen Keane, David Finck, Ignacio Berroa, Jay Ashby, Malcolm Addey, Danilo Pérez, Mark Murphy, Mark Morganelli, Hendrik Meurkens, Michael Carvin, Ron Cartero o Mongo Santamaría, entre otros. Desde 2004 grabó en exclusiva para el sello alemán Nagel Heyer. Residía en Nueva Jersey.
Falleció en el estado de Nueva Jersey a los setenta y tres años el 18 de enero de 2020 a consecuencia de un cáncer de próstata.

## Discografía
- Red On Red (Greene Street, 1984)
- Claudio! (Uptown, 1985)
- Gemini Man (Milestone, 1988)
- Slow Fire (Milestone, 1989)
- Two Of Swords (Candid, 1990)
- Milestones (Candid, 1990) — seleccionado mejor CD de jazz de 1992 por CD Review
- Jazz Turns Samba (Groovin' High, 1993)
- Daywaves (Terra Musica (Brasil), 1993)
- Free Wheelin' (Reservoir, 1994)
- Samba Manhattan Style (Reservoir, 1995)
- Claudio, Rio & Friends (Groovin’ High, 1996)
- Claudio Roditi - Metropole Orchestra, con la orquesta Metropole (Mons Records, 1996)
- Double Standards (Reservoir, 1997)
- Mind Games - Live (Summit, 1998)
- Child of the universe (Vwc, 2000)
- Brazilian Dreams, con Paquito D'Rivera (MCG Jazz, 2002)
- Light in the Dark (Nagel Heyer, 2004)
- Three for One (Nagel Heyer, 2004)
- Reflections (Nagel Heyer, 2005)
- Smile (Nagel Heyer, 2006)
- Impressions (Sunny Side, 2006)
- Two of Swords (Candid, 2007)

Claudio Roditi ha colaborado en los siguientes discos:
- America/Brasil, Herbie Mann (Lightyear, 1997)
- Blue Bossa, Mccoy Tyner (Lester Recording Catalog, 1991)
- Brazilian Dreams, Paquito D'Rivera (MGC Jazz, 2002)
- Brazilliance, Marco Figueira (Blue Toucan, 2004)
- Brazil-Once Again/Sunbelt, Herbie Mann (Collectables, 1978-1979)
- Ceora, James L. Dean (Cexton, 1997)
- Colors Of Latin Jazz: Samba!, varios artistas (Concord Special Products, 2002)
- Colors Of Latin Jazz: Shades Of Jobim, varios artistas (Concord Special Products, 2002)
- Colours & Dimensions, Peter Leitch (Reservoir (City Hall), 1996)
- Conversations With My Family, Mike Garson (Resonance, 2008)
- Each One Teach One, Michael Carvin (Muse, 1995)
- Eindhoven Concert, Chuck Israels (Azica, 1997)
- Essential Harry Belafonte, Harry Belafonte (Legacy, 2005)
- For Miles, Candid Jazz Masters (Candid, 1995)
- Fuego, Mongo Santamaría (Fania, 2006)
- Harlem Sunset, Chip White (Postcards, 1994)
- Jobim Songbook, Maucha Adnet (Kind of Blue, 2006)
- Like Old Times, Nick Brignola (Reservoir (City hall), 1994)
- Live At The Carlyle, Barbara Carroll (DRG, 1992)
- Mccoy Tyner And The Latin All-Stars, Mccoy Tyner (Telarc Jazz Zone, 1999)
- Mellow/Hold On I'm Coming, Herbie Mann (Collectables, 1981)
- Message From Monk, Larry Gales (Candid, 1990)
- Phoenix Rising, Ken Hatfield (Arthur Circle Music, 2002)
- Primavera en Nueva York, Martirio (Calle 54, 2007)
- Samba Jazz Fantasia, Duduka Da Fonseca (Anzic, 2002)
- Straight To The Soul, Howard Prince (Accurate, 1993)
- Summit Jazz Adventure, varios artistas (Summit, 1999)
- Textures, Jim Hall (Telarc, 1997)
- Things To Come, Dizzy Gillespie Alumni All-Star Big Band.l (Telarc, 2002)
- To Diz With Love: The Diamond Jubilee Recordings Live At The Blue Note, Dizzy Gillespie (Telarc, 1992)
- Tonight I Need You So, Jeanie Bryson (Telarc, 1994)
- Triple Play: Dizzy Gillespie - The Final Recordings, Dizzy Gillespie (Telarc Jazz Zone, 1998)
- Ballads 2004, varios artistas (Nagel Heyer, 2004)
- Tudo Azul, Susan Pereira & Sabor Brasil (Riony, 2006)
- Hot Brass, Ricky Ford (Candid, 2007)
- Live At The Jazz Plaza Festival 1985, Dizzy Gillespie (MVD Visual, 2007)
- Night In Englewood, Paquito D'Rivera (Messidor Records, 1994)
- Tomorrow's Jazz Classics 2005, varios artistas (Nagel Heyer, 2005)
- Azul, Jessica Medina (Jessica Medina, 2007)